# بریدهافت پلیس (کالیفرنیا)
بریدهافت پلیس (به انگلیسی: Bredehoft Place) یک منطقهٔ مسکونی در ایالات متحده آمریکا است که در شهرستان مندوسینو، کالیفرنیا واقع شده‌است. بریدهافت پلیس ۱٬۴۳۱ متر بالاتر از سطح دریا واقع شده‌است.